# Allianz France
Pour les articles homonymes, voir AGF.
Allianz France, AGF (Assurance générale de France) jusqu'en 2009, est une société d'assurance française, filiale du groupe allemand Allianz.

## Historique
La société anonyme d'Assurance Générale (devenue ensuite les Assurances Générales de France ou AGF après leur regroupement avec la compagnie Le Phénix) a été fondée sous la Restauration par Auguste-Casimir de Gourcuff (Quimperlé, 1780 - Paris, 1866). Avec l'appui des banquiers protestants Mallet, Martin d'André et Bartholdi, Auguste-Casimir de Gourcuff avait obtenu  une autorisation de fonder une compagnie financière d’assurance : la "Compagnie d'Assurance générale", futur pivot des AGF. Un ordonnance royale de Décembre 1819 autorisa la Compagnie d'Assurances Générale à ouvrir une branche "Assurances vie". Émigré avec sa famille à Hambourg sous la Révolution, Auguste-Casimir de Gourcuff s'y était initié  au commerce et aux assurances maritimes et, au retour des siens en France, il s'était lancé en 1802 dans le négoce à Paris, puis dans les assurances à partir de 1818. Cette activité était alors très peu développée en France. À côté des assurances maritimes, il allait développer un secteur d'assurances incendie et un autre d'assurances vie. Cette société anonyme des Assurances Générales avait déjà acquis une réelle importance quand un de ses jeunes cousins, Alfred de Courcy (Landerneau, 1816 - Saint-Jacut, 1888) en prit la direction, lui donnant une formidable expansion. 
En 1945, la société est nationalisée par le Gouvernement provisoire. Une autre compagnie d'assurances, la compagnie Le Phénix avait été également créée en 1818/1819 et nationalisée en 1945. En 1968, par une opération de restructuration des assurances nationalisées, la société anonyme des Assurances Générales fusionne avec le Phénix pour devenir Les AGF,. En 1996, les AGF sont reprivatisées à 51 %,.
En 1997, après un bras de fer avec l’Italien Generali, l'allemand Allianz AG acquiert 58 % du capital des AGF. En 1997, une fusion se réalise entre Les AGF, Allianz France et PFA-Athena Assurances. En 2002, Les AGF devient AGF tout court. En 2007, la maison mère Allianz qui possédait déjà plus de 58 % des actions lance une offre publique d'achat (OPA) sur le groupe AGF et rachète l’intégralité des actions minoritaires dans AGF. Les AGF deviennent une filiale à 100 % d'Allianz, ayant un statut de Société européenne (SE). En 2009, la marque commerciale AGF disparaît au profit d'Allianz France.

## Identité visuelle (logo)

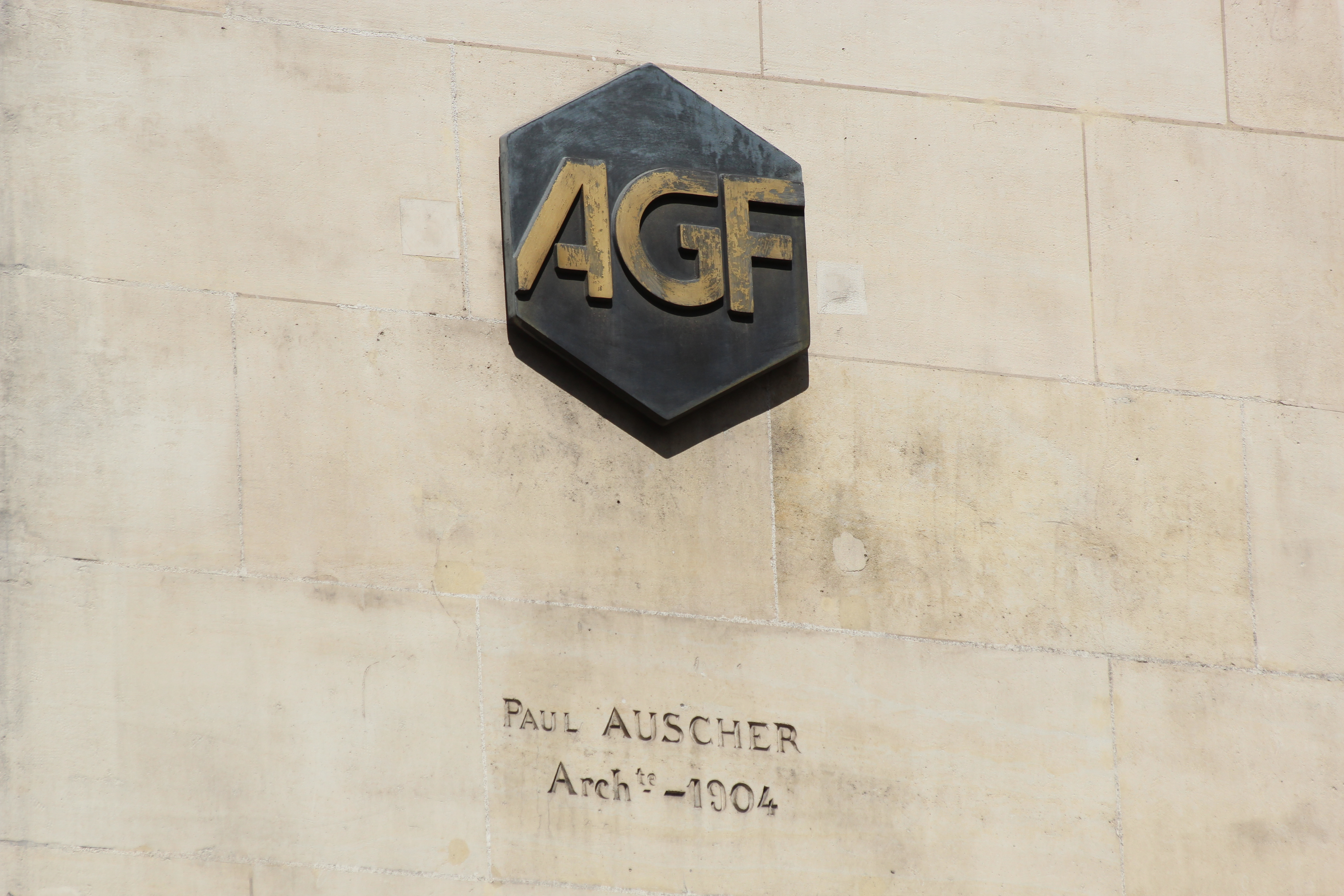
Logo sur l'immeuble de l'ancien magasin Félix Potin au 140 rue de Rennes à Paris.
Logo des AGF de 1999 à 2007.
Logo de 2007 à 2009.
Logo d'Allianz à partir de 2009.

## Direction de l'entreprise

### Historique des présidents des AGF
- Bernard Chenot : 1968-1970
- Georges Plescoff : 1970-1982
- Michel Albert : 1982-1993
- Antoine Jeancourt-Galignani : 1993-2001
- Jean-Philippe Thierry : 2001-2006
- Laurent Mignon : 2006-2007 (démission en juin 2007). Laurent Mignon était DG et non pas PDG. Durant cette période Jean-Philippe Thierry était Président.
- Jean-Philippe Thierry : 2007 - hiver 2008 (Président du conseil d'administration)
- Jacques Richier : été 2008- septembre 2009

### Historique des présidents d'Allianz France
- Jacques Richier : septembre 2009 - décembre 2020
- Fabien Wathlé : janvier 2021 - aujourd'hui

## Données financières
| Années             | 2014  | 2015   | 2016   | 2017   | 2018   |
| ------------------ | ----- | ------ | ------ | ------ | ------ |
| Chiffre d'affaires | 98,05 | 100,01 | 103,90 | 109,02 | 116,36 |